# Bataille de Saint Charles
Guerre de Sécession
Batailles
Fort Sumter - 1re Bull Run - Shiloh - Sept Jours - 2nd Bull Run - Antietam - Fredericksburg - Stones River - Chancellorsville - Gettysburg - Vicksburg - Chickamauga - Chattanooga - Wilderness - Spotsylvania
La bataille de Saint-Charles est un engagement livré le 17 juin 1862 sur la White River (la rivière Blanche), en Arkansas, pendant la guerre de Sécession.
Elle oppose quatre canonnières de l'Union (l'USS Saint-Louis, l'USS Lexington, l'USS Conestoga et l'USS Mound City), escortant des bâtiments de transport à bord desquels ont embarqué les hommes du 46e régiment d'infanterie de l'Indiana commandé par le colonel Fitch, à des batteries d'artillerie sudistes installées sur les berges.
Le but de l'expédition nordiste est d'ouvrir des voies de communication au profit de l'armée fédérale du général Samuel R. Curtis. À cette fin, le convoi remonte la White River vers St Charles, aux mains des Confédérés. Arrivés à hauteur de la ville, les navires nordistes menés par le Mound City essuient le feu des canons sudistes. Les hommes du colonel Fitch débarquent afin de prendre les artilleurs sudistes à revers tandis que les canonnières tirent sur les positions adverses. La bataille commence mal pour les assaillants; en effet des obus atteignent la chaudière du Mound City, provoquant une explosion extrêmement meurtrière qui tue 125 de ses 175 membres d'équipage. Cependant, l'attaque des fantassins de Fitch est couronnée de succès et les Sudistes sont mis en déroute. Quoique très avarié l'USS Mound City peut être remorqué jusqu'à Memphis, dans le Tennessee, où il est réparé.

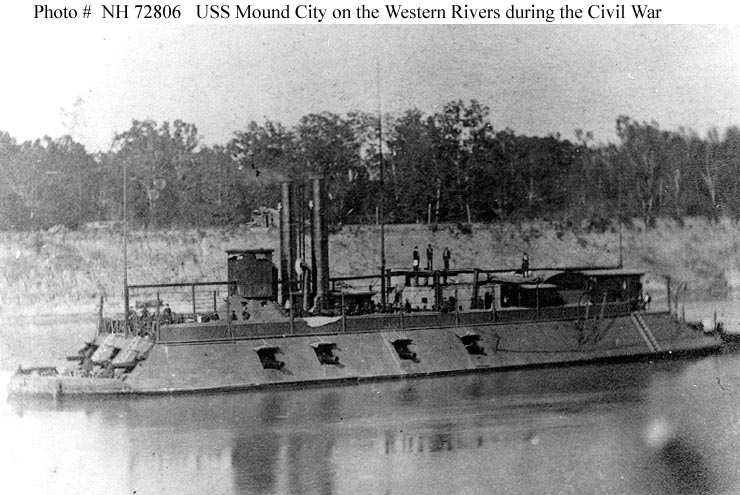
L'USS Mound City, vers 1864-1865

## Sources
- Alfred H. Guernsey et Henry M. Halder, Harper's Pictorial History of the Civil War, Fairfax Press, New York,  (ISBN 0-517-224224).

- (en) Cet article est partiellement ou en totalité issu de l’article de Wikipédia en anglais intitulé « Battle of Saint Charles » (voir la liste des auteurs).